# حسنعلی درودیان

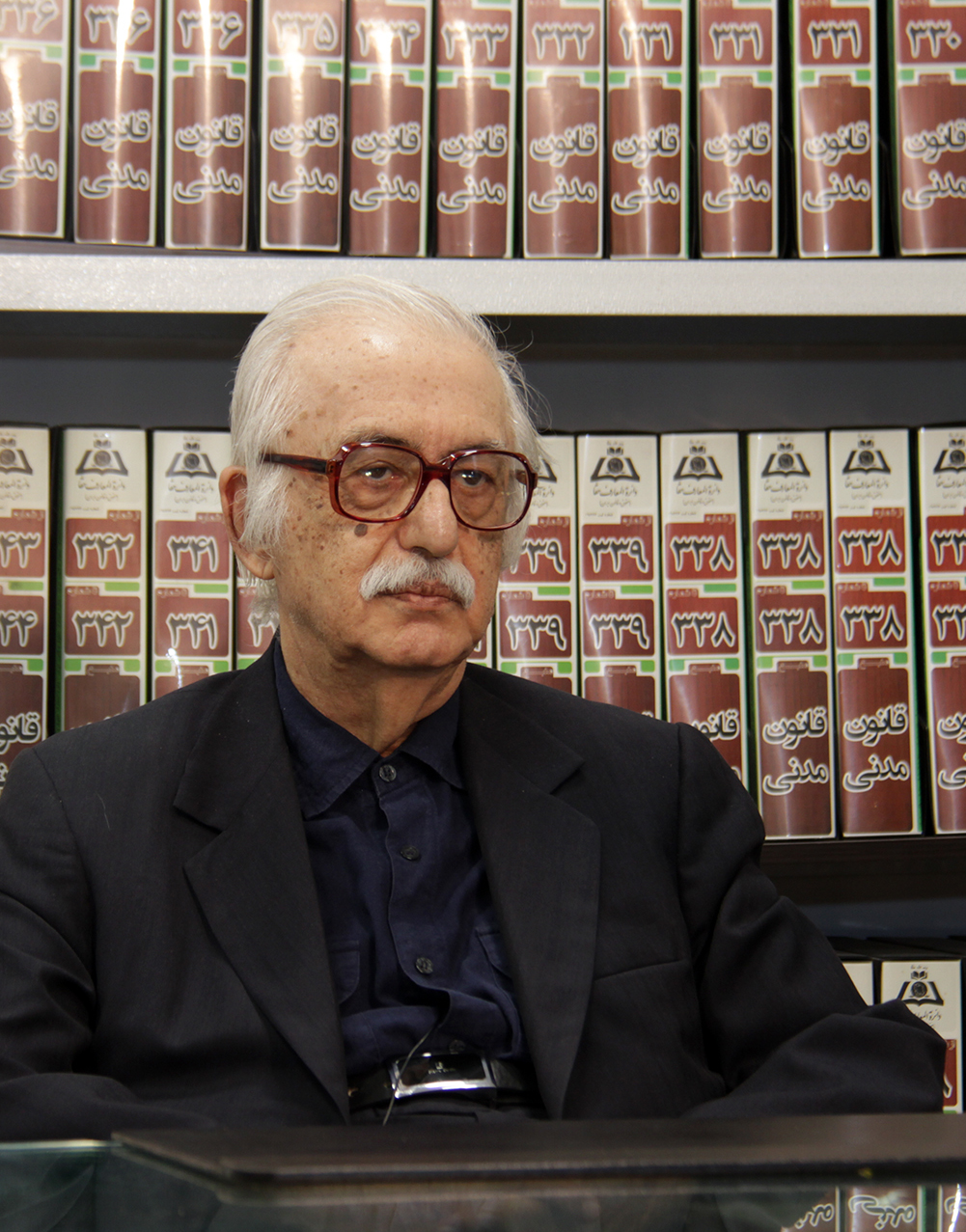
حسنعلی درودیان در پژوهشکده حقوق و قانون ایران

حسنعلی درودیان (زاده اسفندماه ۱۳۱۸ هجری شمسی) حقوقدان، استاد دانشگاه، و رئیس سابق سه دوره دانشکده حقوق و علوم سیاسی دانشگاه تهران می‌باشد.
سید جواد طباطبایی در مصاحبه‌ای به سال 1392 هجری شمسی با ماهنامۀ مهرنامه (سال چهارم، شمارۀ 29)، به خاطراتی از دکتر درودیان اشاره کرده است. درودیان در برهۀ مورد اشارۀ طباطبایی «نماینده مؤسسات دانشکده حقوق و علوم سیاسی دانشگاه تهران» در شورای پژوهشی دانشگاه تهران بوده و خودِ طباطبایی سمت «معاونت پژوهشی دانشکده حقوق و علوم سیاسی» را برعهده داشته است. به گفتۀ او، درودیان هم واجدِ «فضل و دانش» بوده و هم افزون بر این فضل و دانش «تجسّم مصالحِ عالیِ دانشگاه و کشور» بوده، به نحوی که طباطبایی «از او بسیار آموخته» و هم‌او کسی بوده که تدریس در دانشکدۀ حقوق و علوم سیاسی را به جواد طباطبایی تکلیف کرده است:
«اجازه بدهید از یک نفر دیگر هم به‌طور استثنایی نام ببرم. وقتی معاون پژوهشی دانشکده بودم، به حیث مقام، عضو شورای پژوهشی دانشگاه هم بودم. در این زمان دوست بزرگوارم دکتر درودیان را از نزدیک شناختم او نماینده مؤسسات دانشکده حقوق در‌‌ همان شورا بود. ما هر دو باید چهارشنبه ـ شاید ـ صبح و بعد از ظهر در دو شورا شرکت می‌کردیم، شورای دانشکده‌های علوم انسانی و شورای دانشگاه. افزون بر فضل و دانشی که دکتر درودیان داشت، او را مردی دیدم که تجسم مصالح عالی دانشگاه و کشور بود و در‌‌ همان جلسات شورا از او بسیار آموختم. سال‌هایی که رئیس دانشکده شده بود و من در اروپا زندگی می‌کردم، یک بار که برای یکی دو هفته به ایران آمده بودم، برای صرف ناهار دعوتم کرد. با دو دوست دیگر دانشکده یعنی دکتر آشوری و دکتر  عراقی که هر دو از افتخارات دانشکده حقوق هستند. در آنجا بود که به من تکلیف کرد در دانشکده درس بدهم».

## زندگینامه
دكتر حسنعلی درودیان در اسفندماه ۱۳۱۸ هجری شمسی در تهران به دنیا آمد. دوره ابتدایی را در مدرسه دری و دوره متوسطه را در دبیرستان بدر و دبیرستان علمیه تهران به پایان رساند. در کتاب «مأمن قافله دل و دانش: گزیده اندیشه‌های حقوقی تقدیمی به دکتر حسنعلی درودیان» که به همّت شماری از اساتید حقوق خصوصی ایران توسط انتشارات شرکت سهامی انتشار منتشر شده، در خصوص زندگینامۀ درودیان آمده است که وی ورودی سال 1337 هجری شمسی دانشگاه تهران بوده و در سال 1341 هجری شمسی (23 سالگی)، پس از احراز رتبۀ اول دورۀ کارشناسی حقوق. به سوئیس اعزام شده و در دانشگاه دانشگاه لوزان مدرک دکتری خود را اخذ کرده است. همچنین در این کتاب به دریافت جایزۀ «لورآ» توسط درودیان اشاره شده، که بنا بر توضیحی که ناصر کاتوزیان در زندگینامۀ خودنوشتِ خود آورده، جایزه‌ای علمی بوده که دانشگاه لوزان سوئیس به رساله‌های برجسته اعطاء می‌کرده است. در مورد عنوان و موضوع رسالۀ دکتری درودیان و سال اعطای این جایزه و اهمیتِ آن در منابع فارسی توضیحی نیامده است.

او در سال 1352 هجری شمسی به ایران بازگشت و برای تدریس حقوق مدنی خواستار استخدام در دانشكده حقوق دانشگاه تهران شد. ناصر کاتوزیان در زندگینامۀ خودنوشتِ خود با نام «زندگی من» تاریخ استخدام شدن درودیان در دانشکدۀ حقوق و علوم سیاسی دانشگاه تهران را 5 بهمن ماه 1354 هجری شمسی و مصادف با دوران مدیریت خودش بر گروه حقوق خصوصی و اسلامی ذکر کرده و دربارۀ نحوۀ آن نوشته است: 
«در مدت مدیریتم بر گروه، داوطلبان مشهوری خواهان ورود به هیأت علمی گروه شدند، که از جملۀ آن‌هاست .... آقای دکتر حسنعلی درودیان، رئیس کنونی دانشکدۀ حقوق... آقای دکتر درودیان، با اینکه می‌توانست به دانشگاه ملی (شهید بهشتی فعلی) و نزد استاد خود دکتر امامی برود، دانشگاه تهران را ترجیح داد. با خواندنِ رسالۀ دکتری او که در لوزان سوئیس جایزۀ علمی گرفته بود، متوجه شدم که با محققی دقیق و زحمتکش روبرو هستم. این است که فرصت را غنیمت شمردم و با انجام دادن تشریفات اداری، در کوتاه‌ترین زمانِ ممکن، وسیلۀ ورود ایشان را به گروه حقوق خصوصی فراهم ساختم و پیشنهاد کردم که دبیری گروه را برعهده گیرد. این همکاری و همدلی هنوز پس از 30 سال ادامه دارد و خوشحالم که به راهی درست رفته‌ام و استاد و مدیری شایسته را برگزیدم». (ناصر کاتوزیان، زندگی من، ص 144)
او در هنگام تحصیل در مقطع کارشناسی حقوق در دانشکدۀ حقوق و علوم سیاسی دانشگاه تهران با شاعر و نویسندۀ ایرانی، سیمین بهبهانی هم‌کلاس بوده و در خاطره‌ای می‌گوید از آنجا که درودیان نقش «مبصرِ» کلاس را داشته و گزارش حضور و غیاب دانشجویان را به اساتید می‌رسانده، سیمین بهبهانی روزی او را تهدید کرده که اگر بابت گزارش‌های او از شرکت در امتحانات محروم شود، به هجو درودیان خواهد پرداخت. درودیان در سخنرانی بزرگداشت خود در دانشگاه فردوسی مشهد این خاطره را پس از نقل گفت‌وگوی دکتر محمدحسین خان علی‌آبادی و سیمین بهبهانی چنین نقل کرده است:
«بد نیست اضافه کنم که حقیر دارای این سوءسابقه است که مبصر کلاس بود. سیمین بهبهانی مرا تهدید می‌کرد که اگر از شرکت در امتحانات محروم شود، مرا هجو خواهد کرد و من به او گفتم چه بهتر از این، «چو شاعر برنجد بگوید هجا/ هجا تا قیامت بماند به جا»، ولی دست بر قضا، غیبت‌های سیمین از حدّ ترخّص درنگذشت و از شرکت در امتحانات محروم نگشت و در نتیجه تهدیدِ خود را عملی نساخت».
وی پیش از به پایان رسانیدن سومین دوره سه ساله ریاست خویش بر  دانشکدۀ حقوق و علوم سیاسی دانشگاه تهران، در تاریخ یکم تیرماه 1385 هجری شمسی در سن 73 سالگی از سوی وزارت علوم دولت اول محمود احمدی‌نژاد و توسط رئیس وقت دانشکدۀ حقوق و علوم سیاسی دانشگاه تهران عباسعلی عمید زنجانی بازنشسته گردانیده شد.

## مناصب
- دبیر و سرپرست گروه حقوق خصوصی و اسلامی دانشکدۀ حقوق و علوم سیاسی دانشگاه تهران
- سرپرست بخش حقوق رومن و ژرمن موسسه حقوق تطبیقی دانشگاه تهران و عضو پیوستۀ آکادمی این مؤسسه از ابتدای خدمت علمی
- معاون آموزشی و پژوهشی دانشكده حقوق و علوم سیاسی دانشگاه تهران
- ریاست دانشكدۀ حقوق و علوم سیاسی دانشگاه تهران (سه دوره)
- عضو شورای پژوهشی دانشگاه تهران
- عضو آکادمی بین‌المللی حقوق تطبیقی
- مدرّس حقوق در مؤسسه عالی بانکداری ایران
- مدرّس حقوق در مؤسسه آموزش عالی بیمه اکو
- مدرّس حقوق در دانشكده حقوق دانشگاه ملی ایران (شهید بهشتی كنونی)

## آثار تالیفی

#### مقاله‌ها
- مسئولیت ناشی از فعل اشخاصی که تحت مراقبت و مواظبت دیگری هستند (مسئولیت سرپرست و محافظ صغیر یا مجنون)، مجلۀ دانشکدۀ حقوق و علوم سیاسی دانشگاه تهران (دوره 36، شماره 0) - شماره پیاپی 1058، فروردین 1376[۱۴]
- رابطه حقوق تأمین اجتماعی و حقوق مدنی، با همکاریِ محسن نجفی‌خواه، فصلنامۀ علمی-پژوهشی فرآیند مدیریت و توسعه (شمارۀ 80)، تابستان 1391 (‎28 صفحه - از صفحه 77 تا صفحه 104)[۱۵]
- رجوع سازمان تامین اجتماعی به عامل ورود زیان و بیمه گر او، با همکاری ایزانلو، محسن و بادینی، حسن؛ فصلنامۀ تأمین اجتماعی، زمستان 1384 - شماره 23 (‎38 صفحه - از 195 تا 232)[۱۶]

#### اشعار
وی به سرایش اشعاری نیز پرداخته و تخلص شعریِ او «رسا» بوده، اما تا کنون اشعار خود را در قالب کتاب منتشر نکرده و صرفاً در برخی سخنرانی‌ها به قرائت ابیاتِی چند از آن‌ها پرداخته است. از جمله در سخنرانی در مراسم بزرگداشت خود در دانشکدۀ علوم اداری و اقتصاد دانشگاه فردوسی مشهد به تاریخ اردیبهشت‌ماه 1397 هجری شمسی ابیاتی در مدح علی بن موسی الرضا، امامِ هشتم شیعیان، قرائت نمود:
ای شه ملک خراسان، از گدایان رخ متاب
ای پناه بی‌پناهان، دست ما گیر از کرم
کشتی ما را فرا بگرفته موج از چارسو
چون تو هستی ناخدای کشتی ایران، چه غم
آن که آهو را دهد در دامن لطفش پناه
کی کند دلخستگان را ناامید از این حرم
ای «رسا» پشت و پناه ملت ایران «رضا»ست

سایه‌اش یا رب مبادا از سر ایران، کم